# Tita (cântăreață)
Hristina Milenova Penceva (bulgară: Христина Миленова Пенчева), mult mai cunoscută sub numele de scenă Tita (bulgară: Тита), este o cântăreață și fotomodel bulgară. A devenit cunoscută publicului larg odată cu participarea în ediția din 2014 a talent show-ului X Factor Bulgaria. În prezent, Tita colaborează cu casa de discuri a hip-hopper-ului bulgar Krisko Adamand Records.

## Biografie
Tita s-a născut în Turtucaia. Mama este originară din Glavinița, iar tatăl din Silistra. A absolvit în 2018 Liceul de Limbi Străine „Peio Iavorov” din Silistra.

## Carieră

### 2014–2015:X Factorși Sweet 16
În 2014, Hristina a concurat în versiunea bulgară a talent show-ului X Factor ca parte a grupului de fete Sweet 16. Ea s-a înscris ca interpret solo, dar, ulterior, jurații X Factor au decis ca Hristina, Gery-Nikol și Mishel Straminski să formeze un grup. L-au avut ca mentor pe cântărețul bulgar Zaki. Grupul a fost eliminat în al șaptelea live show.

### 2016–prezent: Adamand Records
După părăsirea X Factor, Hristina a început să pozeze ca model pentru agenția de modeling Megz Angels. În octombrie 2016 a devenit primul artist care semnează cu casa de discuri Adamand Records. Ulterior, Hristina a adoptat numele de scenă Tita, iar în aceeași lună a lansat primul său single, „Voodoo Kukla”, însoțit de un videoclip. La jumătatea anului 2017, Tita a apărut în serialul pentru adolescenți Urmează-mă (bulgară: Следвай ме), unde a jucat-o pe protagonistă, Bela. În decembrie 2017 a lansat „Antilopa”, cel mai accesat single al artistei, având peste 27 de milioane de vizionări pe YouTube. În 2019, Tita a participat în cel de-al șaptelea sezon al versiunii bulgare a reality show-ului Your Face Sounds Familiar. La începutul anului 2020 a lansat primul său album, „Eu sunt Tita” (bulgară: Аз съм Тита).

## Discografie

### Albume
- Az sum Tita (2020)

### Single-uri
| Titlu                                | An   | Poziții | Album       |
| Titlu                                | An   | BGR     | Album       |
| ------------------------------------ | ---- | ------- | ----------- |
| „Voodoo kukla” (feat. Krisko)        | 2016 | 25      | N/A         |
| „Kusay”                              | 2017 | —       | N/A         |
| „Antilopa”                           | 2017 | 5       | N/A         |
| „Photoshop”                          | 2018 | —       | N/A         |
| „Iskam da buda s teb” (feat. Krisko) | 2018 | 2       | N/A         |
| „Zadnata sedalka” (feat. Boro Purvi) | 2019 | 28      | N/A         |
| „Purva sreshta”                      | 2019 | —       | N/A         |
| „Ti gonish” (feat. Papi Hans)        | 2019 | —       | N/A         |
| „Purviat chovek”                     | 2019 | —       | Az sum Tita |
| „Minimumut”                          | 2020 | 29      | Az sum Tita |
| „Vivaldi” (feat. Boro Purvi)         | 2020 | —       | N/A         |
| „Da si trayat” (feat. Djena)         | 2021 | —       | N/A         |
| „Zabryavay Me” (feat. Fiki)          | 2022 | —       | N/A         |
| „Yadove”                             | 2022 | —       | N/A         |
| „Shock” (feat. Bilyanish)            | 2022 | —       | N/A         |
| „Edna”                               | 2023 | —       | N/A         |
| „Demon” (feat. Slavi Trifonov)       | 2023 | —       | N/A         |
| „Tvoite Smetki”                      | 2023 | —       | N/A         |
| „Kukata”                             | 2024 | —       | N/A         |
| „Ela Ela”                            | 2024 | —       | N/A         |

## Filmografie
| An        | Titlu               | Rol       | Note          |
| --------- | ------------------- | --------- | ------------- |
| 2014–2015 | X Factor Bulgaria   | Ea însăși | Sezonul 3     |
| 2017–2018 | Sledvay me          | Bela      | Sezoanele 1–3 |
| 2019      | Kato dve kapki voda | Ea însăși | Sezonul 7     |